# Kilmihil
Kilmihil (iriska: Cill Mhichíl) är en ort i republiken Irland.   Den ligger i grevskapet An Clár och provinsen Munster, i den västra delen av landet, 220 km väster om huvudstaden Dublin. Kilmihil ligger 69 meter över havet och antalet invånare är 426.
Terrängen runt Kilmihil är platt.Runt Kilmihil är det glesbefolkat, med 8 invånare per kvadratkilometer. Närmaste större samhälle är Kilrush, 14,3 km sydväst om Kilmihil. Trakten runt Kilmihil består i huvudsak av gräsmarker.